# ARVN-Rucksack

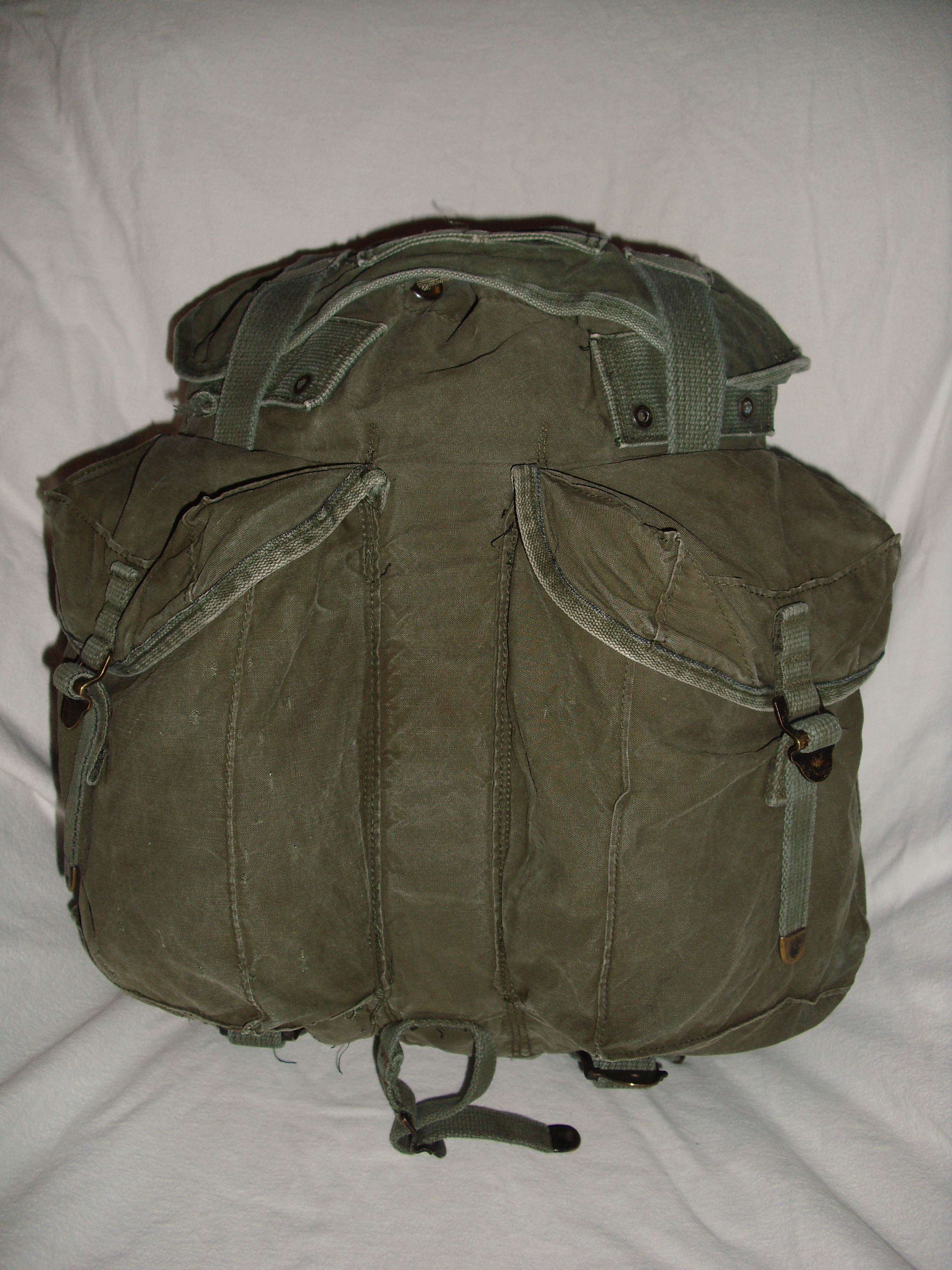
ARVN-Rucksack

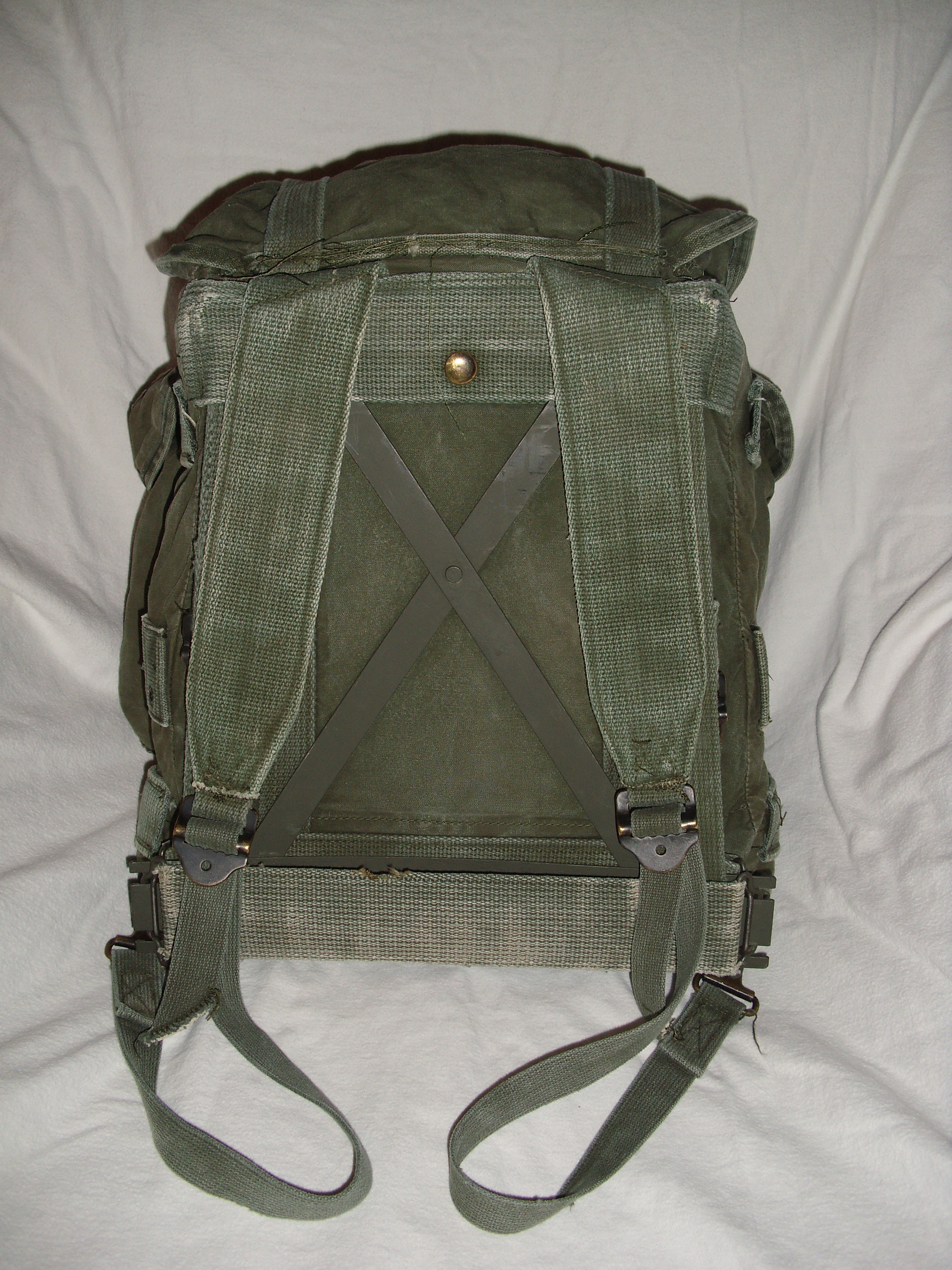
ARVN-Rucksack Rückseite

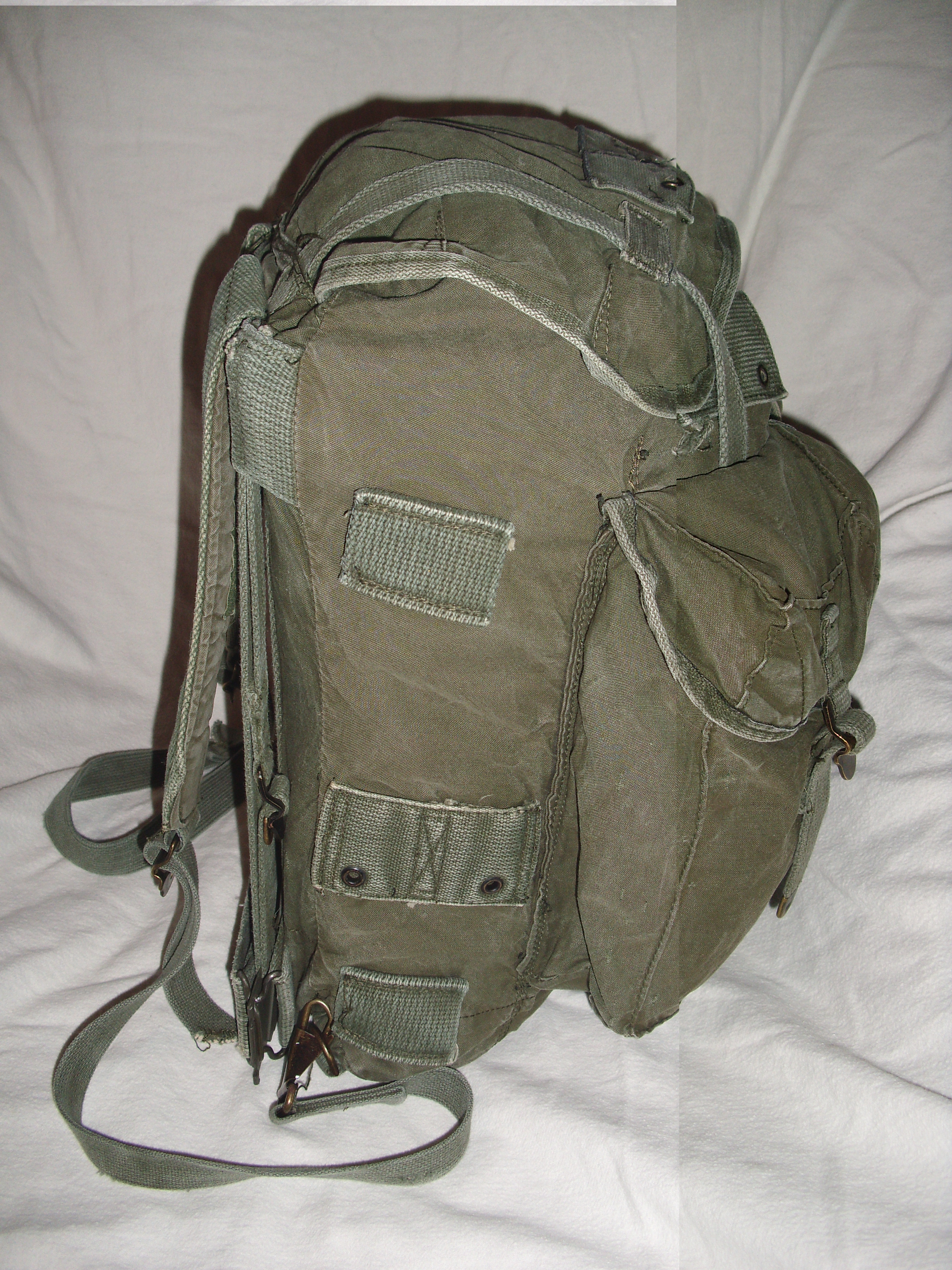
ARVN-Rucksack Seitenansicht

Der ARVN-Rucksack ist ein leichter Rucksack aus Segeltuch mit integriertem Rahmen, der in den USA gefertigt und als Waffenhilfe während des Vietnamkriegs an die Streitkräfte Südvietnams geliefert wurde.

## Geschichte
1961 erhielt das Combat Development and Test Center der United States Army den Auftrag, einen Rucksack für die Ranger-Einheiten der ARVN (Armee der Republik Vietnam) zu entwickeln. Die Absicht dabei war, einen Rucksack zu schaffen der in Vietnam mit vor Ort verfügbaren Mitteln herstellbar war.
Den tatsächlichen Entwurf machte Eldon C. Metzger der Natick Laboratories auf der Grundlage seiner Beobachtung der Fähigkeit südvietnamischer Soldaten, Verpflegung und Munition für eine Einsatzdauer von 3 bis 10 Tagen tragen zu können.
Der so entstandene „Ranger Pack“, auch als „Indigenous Pack“ („Eingeborenen-Rucksack“) wurde ab dem 31. August 1964 zunächst in begrenzter Stückzahl hergestellt. Nach einem Truppenversuch, der am 7. Oktober 1964 erfolgreich beendet wurde, begann die Massenproduktion. Bis 1969 wurden 1,5 Millionen Stück hergestellt. 1970 wurde die Bezeichnung in „ARVN-Rucksack“ geändert. Die Produktion lief bis zum Fall Saigons weiter. Eine Produktion in Vietnam selbst kam nicht zustande.
Eine Sonderversion mit etwas anderen Abmessungen wurde für die Streitkräfte Thailands entwickelt und dort im November 1965 eingeführt.

## Beschreibung
Der ARVN-Rucksack ist aus olivgrünem Baumwollgewebe gefertigt. Er hat ein großes Hauptfach, das mittels eines am oberen Rand durch mit Metallösen verstärkte Löcher geführten Kordelzug verschlossen wird und zusätzlich über eine große Regenschutzklappe verfügt.
Dazu hat der Rucksack zwei Außenfächer, die mit Klappen verschlossen werden. Zwischen der Rückseite der Außenfächer und der Außenseite des Hauptfachs gibt es „Tunnel“, durch die längere Ausrüstungsgegenständen geschoben werden können.
Am oberen Rand des Hauptfachs unterhalb des Kordelzuges befinden sich zwei kurze Gurtbänder mit je zwei Metallösen, an denen Ausrüstungsgegenstände der M1956-Trageausrüstung bzw. den Drahthaken der M1910-Ausrüstung der U.S. Armee befestigt werden können. Ein solches Gurtband befindet sich auch am Rand der Regenschutzklappe sowie jeweils in der Mitte der Seiten des Hauptfaches. Das Gurtband an der Regenschutzklappe dient in Verbindung mit einem Riemen am unteren Ende des Hauptfaches zum Anhängen des Klappspatens. An den Seiten des Hauptfaches befinden sich noch je zwei Gurtbandösen, die zum Anbringen von kurzen Zurrgurten für eine Bettrolle dienen. Die Riemen der Regenschutzklappe erlauben es, eine Deckenrolle auf der Klappe zu befestigen.
Der integrierte Rahmen des Rucksack sollte zunächst aus Rattan bestehen, wurde dann aber aus Flachstahl gefertigt. Der Rahmen ist X-förmig mit je einer Querstrebe am oberen und unteren Ende. Zwei senkrechte Riemen und ein Hüftgurt halten dan Rahmen leicht gebogen, um Luftzirkulation zwischen dem Rucksack und dem Rücken des Trägers zu ermöglichen. Das obere Ende des Rahmens sitzt in der „Tasche“ am oberen Rand des Hauptfachs; das unter Ende ist in zwei Drahtbügel unten am Hauptfach eingehängt.
Die Schulterriemen sind oben am Rucksack angenäht; das untere Ende ist mit einem Schnapphaken in eine Metallöse am Rucksack eingehängt.

## Im Einsatz
Der ARVN-Rucksack wurde nicht nur von der ARVN verwendet. Auch Einheiten der U.S. Armee und des U.S. Marine Corps verwendeten diesen Rucksack als Ersatz für ihre zu kleinen Kampftaschen und den Lightweight Rucksack, obwohl der Rahmen und die Schulterriemen, die auf die geringere Durchschnittsgröße des südvietnamesischen Soldaten zugeschnitten waren, für die größeren U.S.-Soldaten meist recht klein bzw. kurz waren.
Der größte Nachteil des ARVN-Rucksacks ist, dass das verwendete Baumwollmaterial nicht wasserabweisend ist. Dennoch ist der ARVN ein kompakter, robuster Rucksack, der mit einfachsten Mitteln hergestellt werden konnte.